# Ole Johnny Henriksen
Ole Johnny Henriksen (Moss, 29 maggio 1955) è un ex calciatore norvegese, di ruolo attaccante, poi convertito in centrocampista..

## Carriera

### Club
Henriksen veste la maglia del Moss, con cui vince un'edizione della Norgesmesterskapet (1983) e una del campionato (1987).

### Nazionale
Conta 6 presenze per la Norvegia. Esordisce il 26 maggio 1977, nella sconfitta per 1-0 contro la Svezia.

## Palmarès

### Club

#### Competizioni nazionali
- Coppa di Norvegia: 1

Moss: 1983
- Campionato norvegese: 1

Moss: 1987